# Бег трусцой
Бег трусцо́й (джо́ггинг, англ. jogging — «шаркающий» бег) — бег со скоростью 7—9 километров в час. Характерные особенности техники — «шлёпанье» расслабленной стопой и иногда жёсткий удар пяткой об опору в результате «натыкания», скорость передвижения несколько больше, чем при быстрой ходьбе. Бег трусцой и обычный бег отличаются друг от друга техникой движений. В беге трусцой гораздо короче фаза полёта, как только одна нога отталкивается от земли и начинается период безопорного состояния, вторая нога тут же опускается на землю. Бег трусцой — это аэробное циклическое упражнение, задействующее мышцы всего тела, особенно мускулы нижних конечностей и сердечную мышцу. При беге трусцой (по сравнению с обычным бегом) уменьшается нагрузка на суставы нижних конечностей и снижается риск травм. При продолжительном беге трусцой, как и при других продолжительных аэробных нагрузках (кросс, плавание, гребля, велогонки, бег на лыжах), проявляется эффект, сходный с лёгким опьянением (эйфория бегуна).
Бег трусцой используется спортсменами в разминке (или заминке), в качестве восстанавливающих тренировок после тяжёлых нагрузок (или в период после травм).
В качестве оздоровительного средства бег трусцой может использоваться физкультурниками любого возраста без тяжёлых поражений опорно-двигательного аппарата и сердечно-сосудистой системы.